# Notropis aguirrepequenoi
Notropis aguirrepequenoi là một loài cá vây tia trong họ Cyprinidae. Chúng là loài đặc hữu của México.